# 1926–1927-es NHL-szezon
Az 1926–1927-es NHL-szezon a tizedik National Hockey League szezon volt.
A Boston Bruins és a Pittsburgh Pirates sikerei meggyőzték az NHL igazgatóságát a további amerikai bővülés észszerűségéről. Három új csapattal bővítettek, felvéve a Chicago Black Hawkst, Detroit Cougarst és a New York Rangerst. Ezekkel együtt tízcsapatos ligává vált az NHL, és a tíz csapatot két öttagú divízióba osztották. Az új csapatok kereteit nagyrészt olyan játékosokkal töltötték ki, akik a csődbe ment Western Canada Hockey League-ben (WHL) játszották. A WHL megszűnéséből kifolyólag az NHL maradt az egyetlen élvonalú jégkorongliga Észak-Amerikában. Ebben a szezonban az Ottawa Senators nyerte a Stanley-kupát. Ez volt a tizenegyedik - egyben utolsó - alkalom, hogy a Senators bajnok lett.

## A liga üzleti változásai
1926. szeptember 26-án tartotta az NHL az évi gyűlését, és ennek folyamán vették fel a Chicago Black Hawkst és a Detroit Cougarst. A chicagói klub megvásárolta a Portland Rosebuds teljes játékoskeretét, míg a Detroit a Victoria Cougarsét. Ugyanakkor egy második New York-i csapatot is felvettek.
Toronto több játékost igazolt le a megszűnt liga saskatooni franchise-jából, és a Montréal Canadiens leigazolta George Hainsworth kapust. A többi WHL-es játékost szétosztották a többi csapat között. A WHL-ből érkezett játékosok erős befolyással lettek az NHL-re. A pontkirály Bill Cook volt, a legjobb kapus George Hainsworth volt, és a liga legértékesebb játékosa Herb Gardiner hátvéd lett.
Október 26-án egy rendkívüli gyűlésen a tíz csapatot két csoportba osztották szét: a négy kanadai csapat és a New York Americans a Kanadai-divízióba került, a maradék öt amerikai csapat az Amerikai-divízióba. Módosították a rájátszás formáját is. Az új formában a két csoport második és harmadik helyezett csapatai egy két meccses, gólarányos sorozatot játszott, majd a győztes csapatok saját divíziójuk első helyezett csapatjával ugyanolyan szériában találkozott. Ezt követően a két győztes csapat egy öt mérkőzésből álló párharcot (három győzelemig tartó sorozatot) játszott a Stanley-kupáért.
A szezon közepén egy Conn Smythe vezette szindikátus 160 000 dollárért megvásárolta a Toronto St. Patrickst, és a csapatot átkeresztelték Toronto Maple Leafsra. Viszont az NHL szabályai szerint a csapat kénytelen volt a St. Patricks névvel végigjátszani a szezont. A következő szezont már az új név alatt játszották.

## Szabálymódosítások
A kék vonalak elhelyezését megváltoztatták. Míg azelőtt 6,096 méterre (20 láb) voltak a középső piros vonaltól, az új szabály szerint a gólvonaltól számítva 18,288 méterre (60 láb) festették. Így nagyobb lett a semleges zóna.
Art Ross két újítást vezetett be. Ettől a szezontól egy új fajta korongot használt a liga, amelynek lekerekített szélei voltak. A kaput úgy módosították, hogy a hálózat a kapuban tartsa a korongot.

## Az alapszakasz
A Montréal Canadiens az előző szezont utolsó helyen zárta, miután kapusproblémákkal küzdöttek Georges Vézina betegsége után. Ezt a problémát sikeresen elrendezték George Hainsworth leigazolásával. Továbbá erősítettek Herb Gardiner hátvéd szerződtetésével; Gardiner azelőtt a WHL-ben szereplő Calgary Tigers csapatjával játszott. A Canadiens a Kanadai divízió második helyén fejezte be a szezont, az erős Ottawa Senators mögött.
Dave Gill, az Ottawa Senators menedzsere, magához vette az edzői posztot is. Taktikai kérdésekben Frank Shaughnessy segítette; Shaughnessy a Senators egyik volt menedzsere volt a csapat NHA-korszakjában. Az Ottawa az első helyen fejezte be a szezont a Kanadai divízióban.
Detroitban nem lett kész az új jégcsarnok időben arra, hogy a Cougars ott kezdhesse az alapszakaszt. Az új csapat tehát kénytelen volt „hazai” meccseit a folyó túlsó partján játszani: összesen 22 mérkőzést bonyolítottak le a Border Cities Arenában az ontariói Windsor városában.
A New York Americans jobbszélsőjének, Shorty Greennek a pályafutását abba kellett hagynia miután az 1927. február 27-i mérkőzésen súlyosan megsérült. A New York Rangers 102 kilós hátvédje, Taffy Abel, olyan erővel ütközött Greennel, hogy az vesesérülést szenvedett. Veséjét sürgős műtéttel eltávolították, és Green egészségügyi okokból visszavonult.

## Tabella
Megjegyzés: a vastagon szedett csapatok bejutottak a rájátszásba
| Kanadai-divízió      | MSz | Gy | V  | D | P  | SzG | KG |
| -------------------- | --- | -- | -- | - | -- | --- | -- |
| Ottawa Senators      | 44  | 30 | 10 | 4 | 64 | 86  | 69 |
| Montréal Canadiens   | 44  | 28 | 14 | 2 | 58 | 99  | 67 |
| Montreal Maroons     | 44  | 20 | 20 | 4 | 44 | 71  | 68 |
| New York Americans   | 44  | 17 | 25 | 2 | 36 | 82  | 91 |
| Toronto St. Patricks | 44  | 15 | 24 | 5 | 35 | 79  | 94 |

| Amerikai-divízió    | MSz | Gy | V  | D | P  | SzG | KG  |
| ------------------- | --- | -- | -- | - | -- | --- | --- |
| New York Rangers    | 44  | 25 | 13 | 6 | 56 | 95  | 72  |
| Boston Bruins       | 44  | 21 | 20 | 3 | 45 | 97  | 89  |
| Chicago Black Hawks | 44  | 19 | 22 | 3 | 41 | 115 | 116 |
| Pittsburgh Pirates  | 44  | 15 | 26 | 3 | 33 | 79  | 108 |
| Detroit Cougars     | 44  | 12 | 28 | 4 | 28 | 76  | 105 |

## Kanadai táblázat
| Játékos            | Csapat                          | MSz | G  | A  | P  |
| ------------------ | ------------------------------- | --- | -- | -- | -- |
| Bill Cook          | New York Rangers                | 44  | 33 | 4  | 37 |
| Dick Irvin         | Chicago Black Hawks             | 43  | 18 | 18 | 36 |
| Howie Morenz       | Montréal Canadiens              | 44  | 25 | 7  | 32 |
| Frank Frederickson | Detroit Cougars / Boston Bruins | 44  | 18 | 13 | 31 |
| Babe Dye           | Chicago Black Hawks             | 41  | 25 | 5  | 30 |
| Ace Bailey         | Toronto St. Patricks            | 42  | 15 | 13 | 28 |
| Frank Boucher      | New York Rangers                | 44  | 13 | 15 | 28 |
| Billy Burch        | New York Americans              | 43  | 19 | 8  | 27 |
| Harry Oliver       | Boston Bruins                   | 42  | 18 | 6  | 24 |
| Duke Keats         | Boston Bruins / Detroit Cougars | 42  | 16 | 8  | 24 |

## Kapusok statisztikái
| Játékos           | Csapat                           | MSz | Perc | KG  | SO | KGÁ  |
| ----------------- | -------------------------------- | --- | ---- | --- | -- | ---- |
| Clint Benedict    | Montreal Maroons                 | 43  | 2748 | 65  | 13 | 1.42 |
| Lorne Chabot      | New York Rangers                 | 36  | 2307 | 56  | 10 | 1.46 |
| George Hainsworth | Montréal Canadiens               | 44  | 2732 | 67  | 14 | 1.47 |
| Alex Connell      | Ottawa Senators                  | 44  | 2782 | 69  | 13 | 1.49 |
| Hal Winkler       | New York Rangers / Boston Bruins | 31  | 1959 | 56  | 6  | 1.72 |
| Jake Forbes       | New York Americans               | 44  | 2715 | 91  | 8  | 2.01 |
| John Ross Roach   | Toronto St. Patricks             | 44  | 2764 | 94  | 4  | 2.04 |
| Hap Holmes        | Detroit Cougars                  | 41  | 2685 | 100 | 6  | 2.23 |
| Roy Worters       | Pittsburgh Pirates               | 44  | 2711 | 108 | 4  | 2.39 |
| Hugh Lehman       | Chicago Black Hawks              | 44  | 2797 | 116 | 5  | 2.49 |

## Stanley-kupa rájátszás

### Negyeddöntők
Montréal Canadiens vs. Montreal Maroons
| Dátum       | Idegenben          | Eredmény | Otthon             | Eredmény | Megjegyzés |
| ----------- | ------------------ | -------- | ------------------ | -------- | ---------- |
| Március 29. | Montréal Canadiens | 1        | Montreal Maroons   | 1        | (hossz.)   |
| Március 31. | Montreal Maroons   | 0        | Montréal Canadiens | 1        |            |

2:1-es összesítésben a Canadiens nyerte a sorozatot.
Boston Bruins vs. Chicago Black Hawks
| Dátum       | Idegenben           | Eredmény | Otthon              | Eredmény | Megjegyzés    |
| ----------- | ------------------- | -------- | ------------------- | -------- | ------------- |
| Március 29. | Boston Bruins       | 6        | Chicago Black Hawks | 1        | (New Yorkban) |
| Március 31. | Chicago Black Hawks | 4        | Boston Bruins       | 4        |               |

10:5-ös összesítésben a Boston nyerte a sorozatot.

### Elődöntők
Ottawa Senators vs. Montréal Canadiens
| Dátum      | Idegenben          | Eredmény | Otthon             | Eredmény | Megjegyzés |
| ---------- | ------------------ | -------- | ------------------ | -------- | ---------- |
| Április 2. | Ottawa Senators    | 4        | Montréal Canadiens | 0        |            |
| Április 4. | Montréal Canadiens | 1        | Ottawa Senators    | 1        |            |

5:1-es összesítésben az Ottawa nyerte a sorozatot.
New York Rangers vs. Boston Bruins
| Dátum      | Idegenben        | Eredmény | Otthon           | Eredmény | Megjegyzés |
| ---------- | ---------------- | -------- | ---------------- | -------- | ---------- |
| Április 2. | New York Rangers | 0        | Boston Bruins    | 0        |            |
| Április 4. | Boston Bruins    | 3        | New York Rangers | 1        |            |

3:1-es összesítésben a Boston nyerte a sorozatot.

### Döntő
Boston Bruins vs. Ottawa Senators
| Dátum       | Idegenben       | Eredmény | Otthon          | Eredmény | Megjegyzés |
| ----------- | --------------- | -------- | --------------- | -------- | ---------- |
| Április 7.  | Ottawa Senators | 0        | Boston Bruins   | 0        | (hossz.)   |
| Április 9.  | Ottawa Senators | 3        | Boston Bruins   | 1        |            |
| Április 11. | Boston Bruins   | 1        | Ottawa Senators | 1        | (hossz.)   |
| Április 13. | Boston Bruins   | 1        | Ottawa Senators | 3        |            |

Az öt mérkőzésből álló párharcot (három győzelemig tartó sorozatot) az Ottawa nyerte 2:0:2-re, így ők lettek a Stanley-kupa bajnokok.

### A rájátszás legjobbjai
| Játékos         | Csapat        | MSz | G | A | P |
| --------------- | ------------- | --- | - | - | - |
| Harry Oliver    | Boston Bruins | 8   | 4 | 2 | 6 |
| Percy Galbraith | Boston Bruins | 8   | 3 | 3 | 6 |

## NHL díjak
E szezonban vezették be a Vezina-trófeát, az elhunyt Georges Vézina emlékére; a liga legjobb kapusának adják. Vézina utódja a Canadiens kapuje előtt, George Hainsworth, nyerte meg elsőként.
- Hart-emlékkupa - Herb Gardiner, Montréal Canadiens
- Lady Byng-emlékkupa - Billy Burch, New York Americans
- O'Brien-trófea — Ottawa Senators
- Prince of Wales-trófea - Ottawa Senators
- Vezina-trófea - George Hainsworth, Montréal Canadiens

## Debütálók
Itt a fontosabb debütálók szerepelnek, első csapatukkal. A csillaggal jelöltek a rájátszásban debütáltak.
- Percy Galbraith, Boston Bruins
- Eddie Shore, Boston Bruins
- Harry Oliver, Boston Bruins
- Duke Keats, Boston Bruins
- George Hay, Chicago Black Hawks
- Mickey MacKay, Chicago Black Hawks
- Dick Irvin, Chicago Black Hawks
- Frank Foyston, Detroit Cougars
- Jack Walker, Detroit Cougars
- Frank Fredrickson, Detroit Cougars
- George Hainsworth, Montréal Canadiens
- Art Gagné, Montréal Canadiens
- Herb Gardiner, Montréal Canadiens
- Hap Emms, Montreal Maroons
- Red Dutton, Montreal Maroons
- Norman Himes, New York Americans
- Paul Thompson, New York Rangers
- Bill Cook, New York Rangers
- Bun Cook, New York Rangers
- Murray Murdoch, New York Rangers
- Clarence Abel, New York Rangers
- Ching Johnson, New York Rangers
- Ace Bailey, Toronto St. Patricks
- Butch Keeling, Toronto St. Patricks
- Carl Voss, Toronto St. Patricks

## Visszavonulók
Itt a fontosabb olyan játékosok szerepelnek, akik utolsó NHL-meccsüket ebben a szezonban játszották.
- Shorty Green, New York Americans
- Newsy Lalonde, New York Americans
- Jack Adams, Ottawa Senators
- Bert Corbeau, Toronto St. Patricks